# Matthias Stoius
Matthias Stoius (auch: Stojus, Stoy; * 26. April 1526 in Königsberg; † 15. Januar 1583 ebenda) war ein deutscher Mathematiker und Mediziner.

## Leben
Stoius war der Sohn des Matthias Stoius († 1529). Er hatte die Schulen seiner Vaterstadt besucht und bezog als Stipendiat des Herzogs Albrecht von Preußen im November 1543 die Universität Wittenberg. Hier widmete er sich zunächst einem Studium der philosophischen Wissenschaften. Er hatte die Möglichkeit am Tisch von Martin Luther zu sitzen. Vor allem aber dürfte Philipp Melanchthon sein prägender Lehrer in jenen Jahren gewesen sein. Aber dürften auch Erasmus Reinhold und Erasmus Flock in Mathematik sowie Paul Eber in Physik einen nachhaltigen Einfluss auf den jungen Studenten gehabt haben. Nachdem er am 3. August 1546 unter dem Dekanat von Johannes Stigel den akademischen Grad eines Magisters der philosophischen Wissenschaften erworben hatte, begab er sich über Frankfurt (Oder) reisend, 1547 nach Königsberg zurück.
In Königsberg wurde er Inspektor der Alumnen. Zwei Jahre später begab er sich abermals nach Wittenberg, um ein Studium der medizinischen Wissenschaften zu absolvieren. Zu jener Zeit wirkten Jakob Milich und Melchior Fendt als Professoren an der Wittenberger Hochschule, aber auch zu Caspar Peucer knüpfte er Kontakt, bei dessen Hochzeit er der Braut ein schmeichelhaftes Horoskop anfertigte. Für seine Studien hatte er unter anderem auch eine Bildungsreise absolviert. Diese führte ihn im Wintersemester 1550 an die Universität Leipzig und 1551 nach Nürnberg. Zurückgekehrt nach Wittenberg, wurde er am 15. Juni 1552 in den Senat philosophischen Fakultät aufgenommen. 1553 kehrte er nach Königsberg zurück, übernahm eine außerordentliche Professur an der medizinischen Fakultät. Noch im selben Jahr absolvierte er eine Bildungsreise nach Italien und promovierte, vermutlich 1555 in Padua, zum Doktor der medizinischen Wissenschaften.
Nach dem Tod von Andreas Aurifaber stieg er 1560 in die zweite ordentliche medizinische Professur in Königsberg auf und wurde nach dem Tod von Simon Titius erster ordentlicher Professor der Königsberger Hochschule. Zugleich mit der Übernahme der ordentlichen Professur wurde er Leibarzt von Albrecht (Preußen), sowie nach dessen Tod von Albrecht Friedrich von Preußen. Sein Interesse an den mathematischen Wissenschaften hatte er 1578 in Vorlesungen zur Geometrie gezeigt, die er bis 1579 als außerordentlicher Professor absolvierte. Er hatte sich auch an den organisatorischen Aufgaben der Königsberger Hochschule beteiligt und war in den Wintersemestern 1562/63, 1566/67, 1570/71, 1574/75 sowie 1578/79 Rektor der Alma Mater. Stoius, der in den konfessionellen Auseinandersetzungen seiner Zeit verhaftet war, ist zu den Philippisten zu zählen. Zudem ist er auch als Dichter in Erscheinung getreten.
Stojus war mit Agnes der Tochter des Basilius Axt verheiratet.